# 劉襄
劉 襄（りゅう じょう、? - 紀元前179年）は、前漢の皇族。父は高祖劉邦の長男の斉悼恵王劉肥。弟は城陽景王劉章・済北王劉興居ら。

## 略歴
恵帝7年（紀元前188年）、父の劉肥が死去すると、斉王の位を継いだ。当時は呂后が権力を握っており、高后元年（紀元前187年）に呂后の兄の呂沢の子の呂台を呂王とするため、劉襄は斉国から済南郡を献上して呂台の国（呂国）とした。
高后7年（紀元前181年）、劉沢を王とするため、琅邪郡を分割した。
高后8年（紀元前180年）、呂后が死亡した。呂氏が反乱を計画していることを長安にいた弟の劉章が知ると、劉章は兄の劉襄に挙兵を促し、自分たちが内応して兄を皇帝に立てると告げた。
劉襄は呂氏が監視役として派遣した斉国の丞相の召平を攻めて自殺に追いやり、劉襄の母方の叔父の駟鈞・郎中令の祝午・中尉の魏勃らと兵を起こした。更に琅邪王劉沢を騙して劉沢の兵を奪い、呂国を攻め、諸侯王たちに向けて呂氏を糾弾する書を送った。漢の朝廷では相国の呂産が討伐のため大将軍の灌嬰を派遣したが、灌嬰は呂氏をよく思っておらず、斉国を討っても呂氏が得するばかりであると考え、滎陽に駐屯して斉王や諸侯王に呂氏が打倒されるのを待つよう説いたため、斉王劉襄は国境で待つことにした。

ほどなく呂産・呂禄ら呂氏一族の者達は、弟の劉章や建国の功臣である陳平・周勃らによって皆殺しにされた。大臣たちは次の皇帝を誰にするか議論した際、劉襄の母の実家の駟氏は悪人が多いとの理由から劉襄は選ばれず、代わりに叔父の代王劉恒が選ばれ、皇帝に迎えられた。これが文帝である。劉襄は兵を率いて国に帰った。
即位した文帝は呂氏に奪われていた城陽郡・琅邪郡・済南郡を斉国に返した。
斉王劉襄は文帝元年（紀元前179年）に死去した。哀王と諡され、子の劉則が斉王を継いだ。